# 合同广场

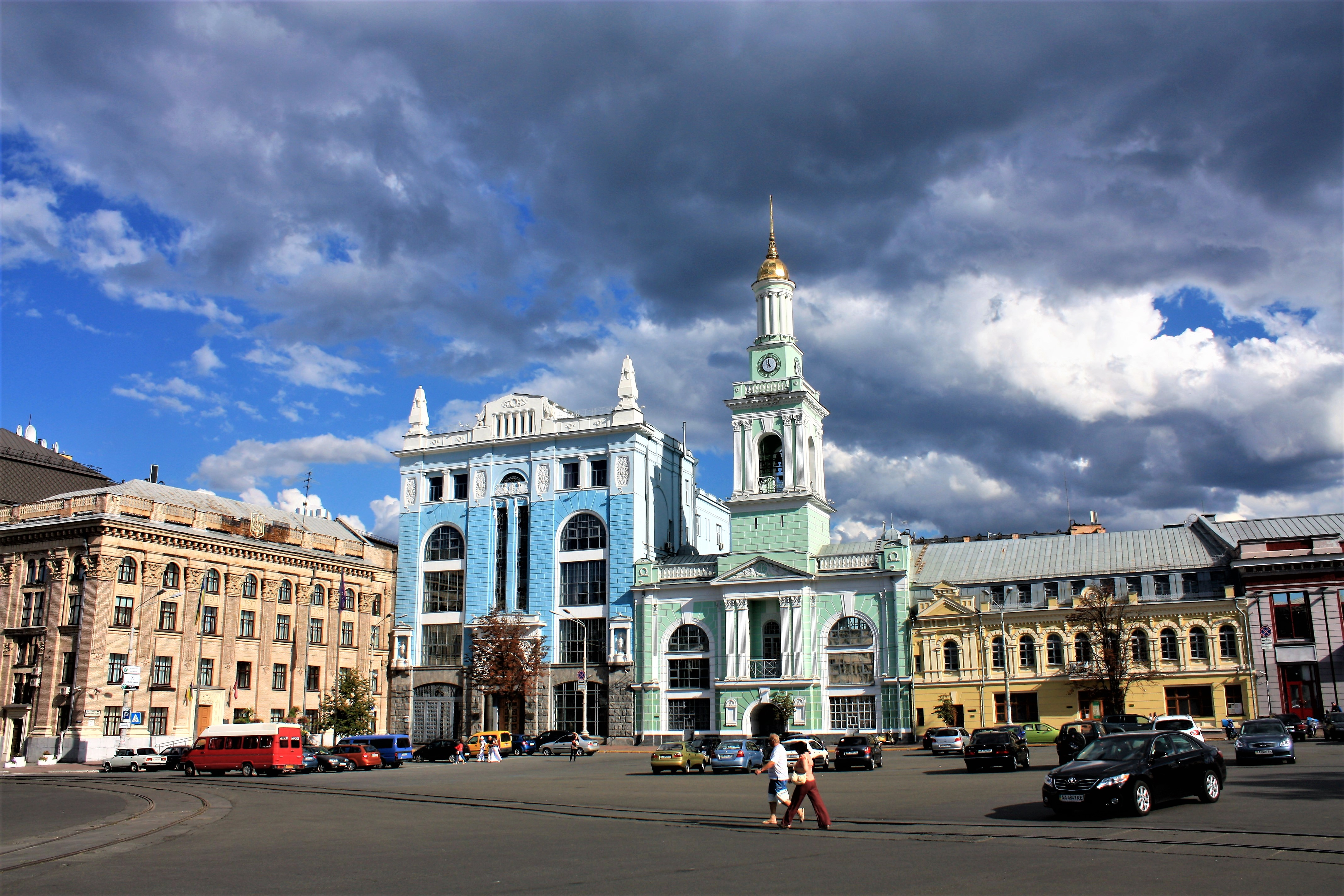
圖中間為前希臘修道院，現改變用途為烏克蘭國家銀行的支行

合同广场（羅馬化：Kontraktova ploshcha）是乌克兰首都基辅的一个广场，该市旧城区重要的经济、文化和交通中心，拥有众多建筑，经常用于音乐会等节庆活动。

## 历史
自基辅罗斯时代起，此处已经是波迪爾商人区的重要部分。18世纪末，在此兴建了一个永久性的贸易中心，商人的合同在此签署，广场因而得名。在1748年至1749年，兴建参孙喷泉以修复该地区的供水系统。基辅国立大学亦在此设立。
这个广场从1869年到1919年曾经易名为亚历山大广场，以纪念俄国沙皇亚历山大二世；从1919－1944年称为红场，1945年改回原名合同广场。